# Lollobrigida Girls
Лолобриђида герлс (итал. Lollobrigida Girls), такође и Дуо Лолобриђида, ВИС Лолобриђида или само Лолобриђида, хрватски је женски електропоп састав. ВИС је уобичајена скраћеница за вокално-инструментални састав. Вокални део групе чине певачице Ида Престер и Петра Цигој, док инструменталном делу припадају бубњар Иван „Леви“ Левачић и Словенци басиста Јернеј Шавел, клавијатуриста Матеј „Климар“ Кончан и гитариста Марко Туркаљ.

## Чланови групе
Бивши чланови групе са временом чланства јесу Наталија Димичевска (2003—2006), певачица Анисе ел Абад (2006—2008), затим певачице Сања Шиљковић и Ивана Водановић, гитариста Зоран „Зоки“ Плешко и клавијатуристкиња Ловорка „Лора“ Хуљић (2006—2009), а последњи гитариста Крунослав „Шинец“ Томашинец и бубњар Давид Халб (2009—2010). Једина је Ида Престер у групи све време, док је Петра дошла 2009, а Јернеј, Климар, Марко и Леви 2010.

## Почеци (2003—2006)
Лолобриђида је основана 2003, када је Ида поделила демо компакт-дискове неколицини загребачких андерграунд музичара. Она на том пробном диску изводи све инструменталне и вокалне делове, а све песме је сама написала и компјутерски искомпоновала. Жанрови које је Ида заступала били су електропоп и синтпоп. Свих једанаест песама са демо диска сем песама Играчке, Твоје ријечи, Motormouth и 10 катова објављено је на студијским албумима. При извођењу, Иди се прикључује Наталија Димичевска.
Као двојац, Ида и Наталија први већи јавни наступ имају јуна 2003. у Клубу студената електротехнике Универзитета у Загребу као предгрупа немачког треш певача Мамба Курта. Тиме су заинтересовали људе за њих, што им је омогућило да фебруара 2004. одрже концерт у пуном Загребачком студентском центру. Како је концерт био успешан, потписале су уговор са ДОП рикордсом, издавачком кућом у власништву Менарта. У јуну исте године наступају на трећем Загреб прајду.
У септембру издају први сингл Party, а у децембру Несретан Божић. У међувремену су се појављивале на телевизијским и радијским емисијама, а запажена је и појава у часопису Elle, за који су се фотографисале обучене у одећу од пластичних кеса за смеће. Маја 2005. издале су албум Cartoon Explosion, који су промовисале на другом концерту у загребачком КСЕТ-у.

## Успон (2006—2010)
Лолобриђида 2006. први пут у потпуности мења састав, те главна постаје Ида. Доласком чак три нове певачице, гитаристе и клавијатуристкиње напушта се компјутерски генерисана матрица као једина подлога за вокале, те се уводе прави инструменти. Називу је додато почетно ВИС, а започет је рад на новом албуму Lollobrigida Incorporated, који је две године касније, у мају 2008, издат као Lollobrigida Inc. и промовисан у загребачком клубу Творница.
Након два сингла објављена у оригиналном саставу, Лолобриђида 2005. објављује Straight Edge уз пропратни спот у режији Кристине Јерен. а касније те године и песму Bubblegum boy. Следеће године објављене су песме Ружна дјевојка и Мој дечко је геј, обе уз спотове у режији Далије Пинтарић. Пред објаву новог албума 2008. објављен је и сингл Miss Right and Mr. Wrong уз спот у режији Саша Подгоршека.

## Пилула(2010—данас)
Следеће године долази до промене састава групе, а објављена и песма Волим те уз спот Филипа Филковића. Јуна 2010, уз нновопридошле чланове Климара, Марка и Ивана „Левог“, објављена је песма Бивша цура, а у октобру спот за ту песму у режији Маиде Срабовић и Ведрана Штефана. На телевизијском каналу МТВ Адрија премијерно је 7. марта 2011. објављен сингл Компјутер уз спот Мишела Ковачића.
Исто је било 31. октобра те године са синглом Sex On TV, Sex On The Radio уз спот у режији Тимија Шареца и Ивана Бадањака. Песма Ја се ресетирам уз спот у режији чланова групе Иде Престер и Матеја „Климара“ Кончана, премијерно је приказана 18. јуна 2012. на хрватском интернет порталу Индекс ХР. Спот је сниман искључиво камером мобилног телефона. Исте године издат је и сингл Мало времена и нови албум Пилула, који је 21. јануара промовисан концертом у загребачкој Творници.
Видео-спот за песму Пилула (сниматељ и монтажа Владимир Миладиновић) снимљен је у Београду, град у који се главна чланица групе Ида Престер преселила септембра 2012. Сингл Стробоскоп са пропратним спотом промовисан је на програму МТВ Адрија 25. марта 2013. Истог месеца, музички портал Попбокс је, на основу гласова читалаца, прогласио студијски албум Пилула групе Лолобриђида герлс најбољим регионалним албумом у 2012. години.

## Наступи групе
Од оснивања, Лолобриђида је наступала у Хрватској, Србији, Словенији, БиХ, Аустрији и Мађарској. Посебно се истиче серија наступа на новосадском музичком фестивалу Егзит, где је имала седам узастопних наступа од 2004. до 2010. на позорници Електрана. Додатно, 2009. група је наступаја и на позорници Фјужон, а 2010. и на главној позорници — Мејн стејџу. Након изостатка 2011. године, Лолобриђида 13. јула 2012. наступа на позорници Фјужон.
МТВ Адрија је 1. септембра 2009. номиновала састав Лолобриђида (Хрватска) за Награду најбољег регионалног састава (Best Regional Act Award), заједно са још четири групе — Дарквуд даб (Србија), Дубиоза колектив (Босна и Херцеговина), Суперхикс (Македонија) и Елвис Џексон (Словенија). На основу резултата интернет-гласања објављених 12. октобра 2009, победу је однела Лолобриђида. Саставу је награду у Берлину 5. новембра исте године уручио српски певач Момчило Бајагић Бајага.
Након уручења МТВ награде, група наступа на бројним концертима у Загребу, Београду, Новом Саду, Љубљани, Сплиту. Најзапаженији су били концерти 18. децембра 2009. у београдском Дому омладине и 15. јануара 2010. у љубљанском Кину Шишка. Током 2011, наступају углавном у Хрватској (Теранео, Хартера), док су 2012. присутни и наступи у суседству (Миксер, Лент). Године 2013, уз бројне наступе у Србији, Словенији и Хрватској, Лолобриђида по девети пут наступа на Егзиту. Ове године је пред бројном публиком састав наступио на новој фестивалској позорници Риф енд битс.

## Албуми и синглови
| Година | Албум |
| 2005.  |       |
| 2008.  |       |
| 2012.  |       |

| Година | Сингл |
| 2004.  |       |
| 2004.  |       |
| 2005.  |       |
| 2005.  |       |
| 2005.  |       |
| 2006.  |       |
| 2008.  |       |
| 2009.  |       |
| 2010.  |       |
| 2011.  |       |
| 2011.  |       |
| 2012.  |       |
| 2012.  |       |
| 2012.  |       |
| 2012.  |       |
| 2013.  |       |